# Sylvain Saudan
Sylvain Saudan soprannominato lo sciatore dell'impossibile (Losanna, 23 settembre 1936 – Les Houches, 14 luglio 2024) è stato uno scialpinista e alpinista svizzero.

## Biografia
Iniziò a sciare fin da piccolo quando a sei anni gli vennero regalati i primi sci. Finita la scuola dell'obbligo, lavorò come camionista e poi nel 1961, a 25 anni, ottenne il brevetto di istruttore di sci. Tra il 1962 e il 1963 praticò il lavoro di istruttore all'estero: ad Aspen in Colorado, in Nuova Zelanda e in Scozia.
Durante questi viaggi praticò anche lo sci fuoripista e rientrato in Europa effettuò le discese su pendenze di 45°. Nel 1967 discese il Couloir innominato al Rothorn e la parete nord del Piz Corvatsch. Tra il 1967 al 1973 realizzò diverse prime discese che lo resero famoso: tra le più note il Couloir Whymper sulla parete sud dell'Aiguille Verte, il Couloir Gervasutti sul versante est del Mont Blanc du Tacul, il Couloir Marinelli sulla parete est del Monte Rosa, la parete nord dell'Aiguille de Bionnassay, le pareti ovest dell'Eiger e sud-ovest del Monte Bianco.
Si dedicò anche a discese extraeuropee come il Monte McKinley in Alaska, il Gasherbrum I nell'Himalaya e il Fuji in Giappone.
Nel 1982 si aggiudicò il primato della prima discesa integrale con gli sci di una montagna di 8000 metri scendendo dal Hidden Peak (Gasherbrum I).

## Discese di sci estremo
Nella lista che segue sono elencate alcune delle più significative discese di Sylvain Saudan:
- Couloir innominato - Rothorn - aprile 1967 - Prima discesa
- Parete nord - Piz Corvatsch - maggio 1967
- Couloir Spencer - Aiguille de Blaitière - 23 settembre 1967[3]
- Couloir Whymper - Aiguille Verte - 11 giugno 1968 - Prima discesa[4]
- Couloir Gervasutti - Mont Blanc du Tacul - 16 ottobre 1968 - Prima discesa[5]
- Couloir Marinelli - Monte Rosa - 10 giugno 1969 - Prima discesa
- Parete nord - Aiguille de Bionnassay - 6 ottobre 1969 - Prima discesa[6]
- Parete ovest - Eiger - 9 marzo 1970 - Prima discesa
- Couloir nord-est - Monte Hood - 3 marzo 1971 - Prima discesa
- Via normale - Grandes Jorasses - 10 aprile 1971 - Prima discesa per il versante sud[7]
- Parete sud-ovest - Monte McKinley - 9-10 giugno 1972 - Prima discesa
- Couloir Saudan - Monte Bianco - 25 giugno 1973 - Prima discesa, versante sud-ovest del Monte Bianco[8]
- Nun Kun - 26 giugno 1977 - Prima discesa
- Gasherbrum I - 27-28 luglio 1982 - Prima discesa[9]
- Fuji - 1986 - Prima discesa